# Сайсолак, Стив
Стивен Ф. Сайсолак (англ. Stephen F. Sisolak; род. 26 декабря 1953) — американский предприниматель и политик, представляющий Демократическую партию. Губернатор штата Невада (2019—2023).

## Биография
В 1972 году окончил среднюю школу в Вауваутозе (штат Висконсин), затем учился в университете Висконсина в Милуоки, а в 1978 году получил степень магистра в Невадском университете в Лас-Вегасе.
Занимался предпринимательством, являлся совладельцем American Distributing Company.
В 1998 году избран в Наблюдательный совет Невады по вопросам образования (Nevada Board of Regents), в 2008 году — в окружную комиссию (орган местного самоуправления) невадского округа Кларк.
6 ноября 2018 года победил на губернаторских выборах в Неваде республиканского кандидата Адама Лакзолта с результатом 48,8 % и стал первым с 1999 года демократическим губернатором Невады.
8 ноября 2022 года проиграл перевыборы шерифу округа Кларк республиканцу Джо Ломбардо с результатом 47,37 %.